# クランベリー郡区 (ペンシルベニア州バトラー郡)
クランベリー郡区（英: Cranberry Township）は、アメリカ合衆国ペンシルベニア州のバトラー郡にある町（タウンシップ）。人口は3万3096人（2020年）。ピッツバーグ都市圏の中にある。第2級タウンシップに分類され、ペンシルベニア州第2級タウンシップ法に従っている。

## 歴史
フレンチ・インディアン戦争の前に、ジョージ・ワシントンとクリストファー・ギストが、後にクランベリー・タウンシップとなった地域を通過したとされている。
クランベリーは1804年にタウンシップとして法人化された。同じペンシルベニア州西部にはわずか60マイル (97 km) 離れた所にあるベナンゴ郡にもクランベリー・タウンシップがある。1806年にフェアフィールド・タウンシップとして設立されたものだった。
クランベリー・タウンシップの中で最も人口密度が高い地区はクライダーズコーナーズと呼ばれ、昔のペリー・ハイウェイ（現在はデューティル道路）と旧マーズ・クライダーズ道路（現在は州道228号線を通すバイパス）との交差点をこう呼んだものだった。この交差点はジェイコブ・クライダー（1823–1902年）にちなむ命名であり、クライダーは1871年にそこの土地50エーカー (200,000 m2) を購入したデューティル・ユナイテッド・メソジスト教会の役員だった。クランベリー・タウンシップの名称は、過去にこの地域で見られたクランベリーの沼地から来ていた。この町の中にはオーグルという過去のかなり小さな町や、ファーンウェイやフォックスランと呼ばれていた小さな地域も含まれている。
クランベリーで最初の教会は1806年に設立されたプレーンズ長老派教会だった。
1989年、クランベリー・タウンシップ歴史協会が設立された。
クランベリーが大きく成長した理由の一つはその位置づけにある。州間高速道路76号線（ペンシルベニア・ターンパイク）と同79号線、アメリカ国道19号線、ペンシルベニア州道228号線の交差点にあり、事実上あらゆる方向から容易にアクセスできる。さらに州間高速道路279号線が1989年に完成し、ピッツバーグ市までの所要時間を半時間以下にした。
2004年、クランベリー・タウンシップ警察署巡査部長フランク・エバンソンが、強姦の犠牲者を、彼女が雇われていたガソリンスタンドから600ドルを盗んだ話をでっち上げたとして告発した。強姦犯人は捕まり、自白したときに、告訴は取り下げられ、クランベリー・タウンシップは150万ドルを請求する裁判に訴えられた。

## 地理
クランベリー・タウンシップはペンシルベニア州の西部に位置し、座標では (40.70996 N, 80.10605 W) である。ピッツバーグ市の郊外にある。バトラー郡では南西の隅にあり、北はジャクソン・タウンシップ、北東隅はフォワード・タウンシップ、東はアダムズ・タウンシップとセブンフィールズ・ボロに接している。南はアレゲニー郡であり、パイン・タウンシップとマーシャル・タウンシップに接し、西はビーバー郡ニューシウィックリー・タウンシップと接している。
アメリカ合衆国国勢調査局に拠れば、市域全面積は22.8平方マイル (59.1 km2) であり、このうち陸地22.8平方マイル (59.1 km2)、水域は0.004平方マイル (0.010 km2) で水域率は0.02 %である。

## 地方政府
クランベリー・タウンシップは5人の委員による行政委員会が統治している。委員の任期は6年間である。クランベリーは共和党が優勢な町であり、2015年時点では委員5人の全員が共和党員である。

## 人口動態
以下は2000年国勢調査による人口統計データである。
| 基礎データ - 人口: 23,625 人 - 世帯数: 8,352 世帯 - 家族数: 6,556 家族 - 人口密度: 400.2 人/km2（1,036.5 人/mi2） - 住居数: 8,724 軒 - 住居密度: 147.8 軒/km2（382.8 軒/mi2） 人種別人口構成 - 白人: 96.80% - アフリカン・アメリカン: 0.88% - ネイティブ・アメリカン: 0.06% - アジア人: 1.35% - 太平洋諸島系: 0.02% - その他の人種: 0.19% - 混血: 0.69% - ヒスパニック・ラテン系: 0.70% 言語による構成 - 英語：95.7 % - スペイン語：1.6 % - フランス語：4.6 % 年齢別人口構成 - 18歳未満: 30.7 % - 18-24歳: 5.4 % - 25-44歳: 35.2 % - 45-64歳: 20.6 % - 65歳以上: 8.1 % - 年齢の中央値: 35歳 - 性比（女性100人あたり男性の人口） - 総人口: 97.1 - 18歳以上: 92.7 | 世帯と家族（対世帯数） - 18歳未満の子供がいる: 44.5 % - 結婚・同居している夫婦: 70.4 % - 未婚・離婚・死別女性が世帯主: 6.1 % - 非家族世帯: 21.5 % - 単身世帯: 17.9 % - 65歳以上の老人1人暮らし: 6.4 % - 平均構成人数 - 世帯: 2.81 人 - 家族: 3.23 人 収入と家計 - 収入の中央値 - 世帯: 66,588 米ドル - 家族: 74,113 米ドル - 性別 - 男性: 52,675 米ドル - 女性: 33,155 米ドル - 人口1人あたり収入: 27,349 米ドル - 貧困線以下 - 対人口: 2.9 % - 対家族数: 2.1 % - 18歳未満: 3.4 % - 65歳以上: 5.0 % |

## 交通
州間高速道路79号線とペンシルベニア・ターンパイク（州間高速道路76号線）がクランベリーの町内を通っている。アメリカ国道19号線とペンシルベニア州道228号線も幹線道である。これら4本の道路は、4,430万ドルを掛けた新しいインターチェンジ、ペンシルベニア州交通省とペンシルベニア・ターンパイクの共同事業で「クランベリー・コネクター・プロジェクト」と呼ばれた事業が2004年初期に完成し、交通量の多い道路の間で直接、無停止の接続が可能になった。州間高速道路279号線はピッツバーグ市中心街へ北から入る高速道路であり、その北端はクランベリーの南6マイル (9.7 km) に位置している。
クランベリー・タウンシップはピッツバーグ都市圏では唯一テスラモーターズの充電スタンドがある町であり、州内でも3か所しかないものの1つである。

## 経済
クランベリー・タウンシップは、人口でも企業数でも国内で最大級に成長度の高い地域である。多くの住宅が開発される一方で、小売店も多く建設されている。繁華な事業の中心の1つがクランベリー・モールである。このモールにはジャイアント・イーグル、ホールマーク・カーズ、クランベリー・シネマズ（元はカーマイク・シネマズ）がテナントとして入っている。またソーンヒル産業団地もあり、ピッツバーグ・トリビューン・レビューなどの企業が本社を置いている。ピッツバーグ・トリビューン・レビューはそのニューズワークス倉庫で、ピッツバーグ市場に向けてUSAトゥデイなどの新聞を印刷している。近くのマーシャル・タウンシップには2007年まで衣料会社のアメリカン・イーグル・アウトフィッターズの本社があったが、ピッツバーグ市のサウスサイドに移転した。2005年、ウェリントン・パワー・コーポレーションの子会社であるウェリントン・エナジーがクランベリーで事業を始め、電気とガスのメーター開発で指導的存在になっている。さらにパークベール銀行がクランベリー・モールで繁盛している支店を持っている。クランベリー・タウンシップは緩りと地域の小売業中心として成長している。
UPMCパッサバント病院は救急対応部と手術センターを持っている。過去、クランベリー・タウンシップには郵便局が無かったので、マーズやエバンスシティなど近隣の都市や町と同じ郵便番号を使っていた。その結果、郵便用の宛名が極めて複雑なものとなり、独自の郵便番号を持つ必要性を訴える人々が増えた。最終的に1994年、他の郵便局が業務量過多になっていたので、クランベリー・タウンシップは独自の郵便局を持つこととなった。
2007年3月20日、ウェスチングハウス・エレクトリック・カンパニーがその本社をモンロービルからここに移転し、研究施設を1億4,000万ドルで建設し、3,000人以上を雇用すると公表した。ウェスチングハウスの候補地は85エーカー (0.34 km2) の土地にある。このバトラー郡への移転は予想もできない選択だった。同社は2009年半ばに移転を始め、2010年後半に完了した。
NHLアイスホッケーのピッツバーグ・ペンギンズとピッツバーグ大学医療センターがクランベリーのペンシルベニア州道228号線と州間高速道路79号線のインターチェンジ近くに、新しい練習施設を建設している。このUPMCレミュー・スポーツ複合施設は2015年7月オープンが予定され、ペンギンズの通常の練習施設となり、ペンギンズの試合予定が無い日は他の行事のためにコンソール・エナジー・センターが使用する。